# ماترا ۵۳۰
ماترا ۵۳۰ (Matra ۵۳۰) خودرویی است که در سال‌های ۱۹۶۷ تا ۱۹۷۳در فرانسه تولید شده‌است.
این خودرو در کلاس خودرو اسپورت قرار گرفته و طراحی آن خودروهای موتور وسط عقب-محور عقب بوده طول آن در حالت طبیعی ۴٫۱۹۷ متر (۱۶۵٫۲ اینچ) و عرض آن در حالت طبیعی ۱٫۶۲ متر (۶۳٫۸ اینچ) است. سیستم جعبه‌دندهٔ آن ۴ دنده به صورت دستی است.